# Julian Front
Julian Front (ur. 12 listopada 1897 w Warszawie, zm. 1964 w Tel Awiwie) – polski kompozytor, skrzypek i dyrygent żydowskiego pochodzenia.

## Życiorys
Około 1930 wraz z Zygmuntem Heymanem założył orkiestrę Front-Heyman Melody Jazz, z którą występował w warszawskich lokalach rozrywkowych: Colombina, Oaza, Paradis, a następnie we własnych lokalach: FF i Pod Krzywą Latarnią. Komponował piosenki dla żydowskiego teatru Banda; stworzył kompozytorską spółkę autorską ze Stanisławem Fereszko. 
Po wybuchu II wojny światowej wyjechał do Lwowa, a następnie znalazł się w ZSRR. Stamtąd z Armią Andersa dostał się do Palestyny. Był członkiem orkiestry Henryka Warsa. Zdemobilizowany w 1946, pozostał w Tel Awiwie, gdzie prowadził bar Delfin. 
Był kompozytorem muzyki rozrywkowej, m.in. takich przebojów, jak Nie płacz, Żal, Bo to się zwykle tak zaczyna (wraz ze Stanisławem Fereszkiem i Ty jeszcze wrócisz do mnie z repertuaru Wiery Gran, Mieczysława Fogga i innych.